# 阿尔察赫共和国政府
阿尔察赫共和国政府是1991年—2023年存在的未受国际普遍承认国家阿尔察赫共和国的行政机关。2023年阿尔察赫共和国被阿塞拜疆灭亡后，阿尔察赫共和国政府迁至亚美尼亚首都埃里温，作为流亡政府继续运作。